# ヤングヒット歌謡曲
『ヤングヒット歌謡曲』（ヤングヒットかようきょく）は、1974年4月21日から同年9月29日までNETテレビ（現・テレビ朝日）で放送されていた歌謡バラエティ番組である。全22回。放送時間は毎週日曜 16:00 - 16:30 （日本標準時）。

## 概要
当時の人気歌手たちが出演していた公開番組で、彼らがコントやゲームも交えながら自身のヒット曲を歌っていた。会場に設けられた「いたずら進行中」の電光板が点滅した時には、ステージのどこかで打ち合わせに無いいたずらが行われていた。

## 司会
- 二瓶正也 - 歌謡番組の司会は本番組が初。
- ジュリー・コワラスカ - 外国の女優。当時同局で放送されていた『遠山の金さん』シリーズなどに出演していた。

## 放送リスト
| 回 | 放送日  | 主な出演歌手             |
| -- | ------- | ------------------------ |
| 1  | 4月21日 | 内田あかり、金井克子     |
| 2  | 4月28日 | 今陽子、三善英史         |
| 3  | 5月5日  | 西城秀樹、園まり         |
| 4  | 5月12日 | 郷ひろみ、南沙織         |
| 5  | 5月19日 | 野口五郎、都はるみ       |
| 6  | 5月26日 | 藤圭子、森昌子           |
| 7  | 6月2日  | にしきのあきら           |
| 8  | 6月9日  | 小川知子、藤圭子         |
| 9  | 6月16日 | 西城秀樹、尾崎紀世彦     |
| 10 | 6月23日 | 湯原昌幸、西城秀樹       |
| 11 | 6月30日 | アグネス・チャン         |
| 12 | 7月7日  | 浅田美代子、三田明       |
| 13 | 7月14日 | 郷ひろみ、南沙織         |
| 14 | 7月21日 | 欧陽菲菲、伊丹サチオ     |
| 15 | 7月28日 | （ハワイからこんにちは） |
| 16 | 8月11日 | （ハワイからこんにちは） |
| 17 | 8月18日 | 風吹ジュン、平山三紀     |
| 18 | 9月1日  | （不明）                 |
| 19 | 9月8日  | （不明）                 |
| 20 | 9月15日 | （不明）                 |
| 21 | 9月22日 | （不明）                 |
| 22 | 9月29日 | （不明）                 |

参考：『毎日新聞縮刷版』毎日新聞社、1974年4月21日付 - 同年9月29日付のラジオ・テレビ欄頁。